# Grand Dragon rouge

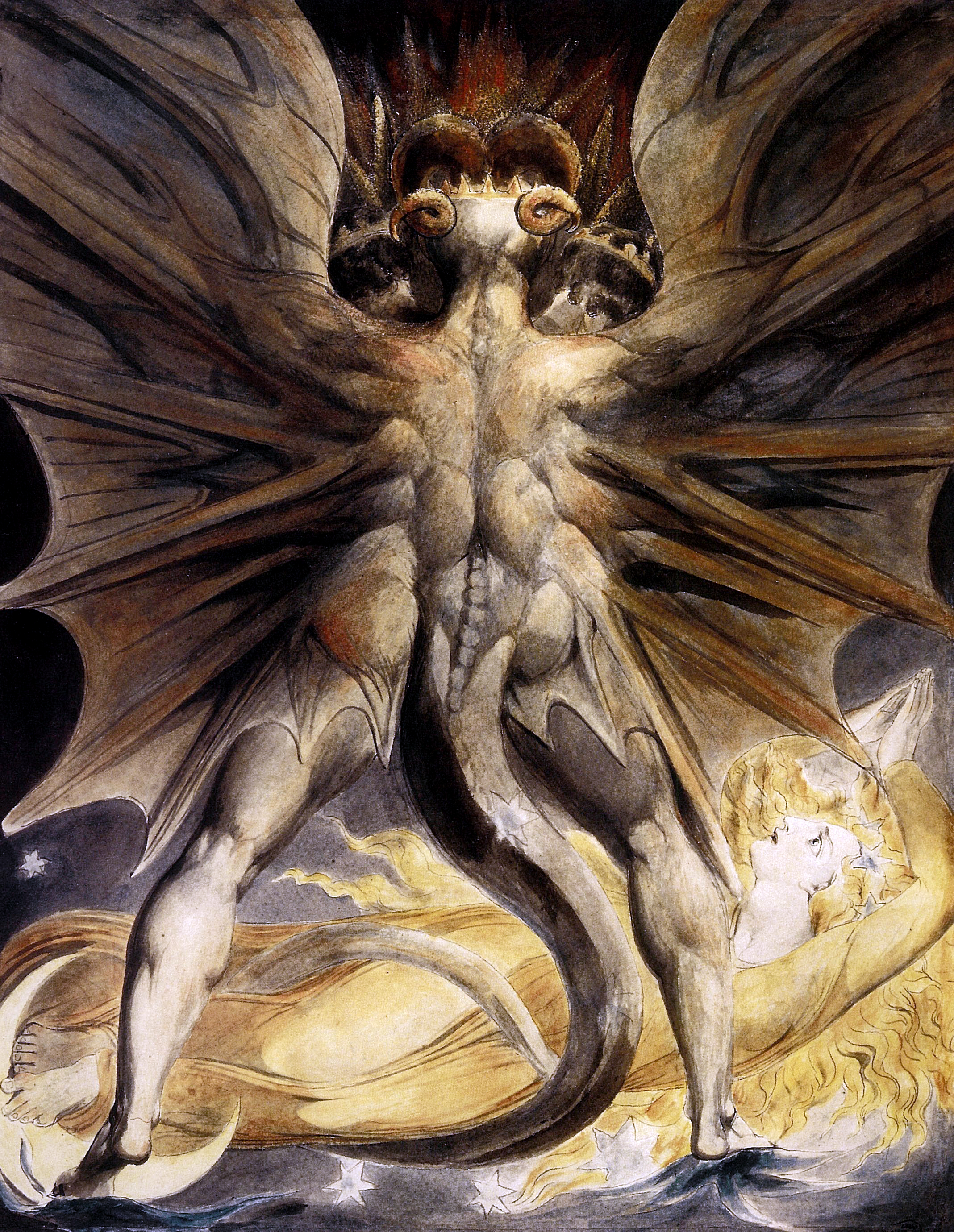
The Great Red Dragon and the Woman Clothed in Sun

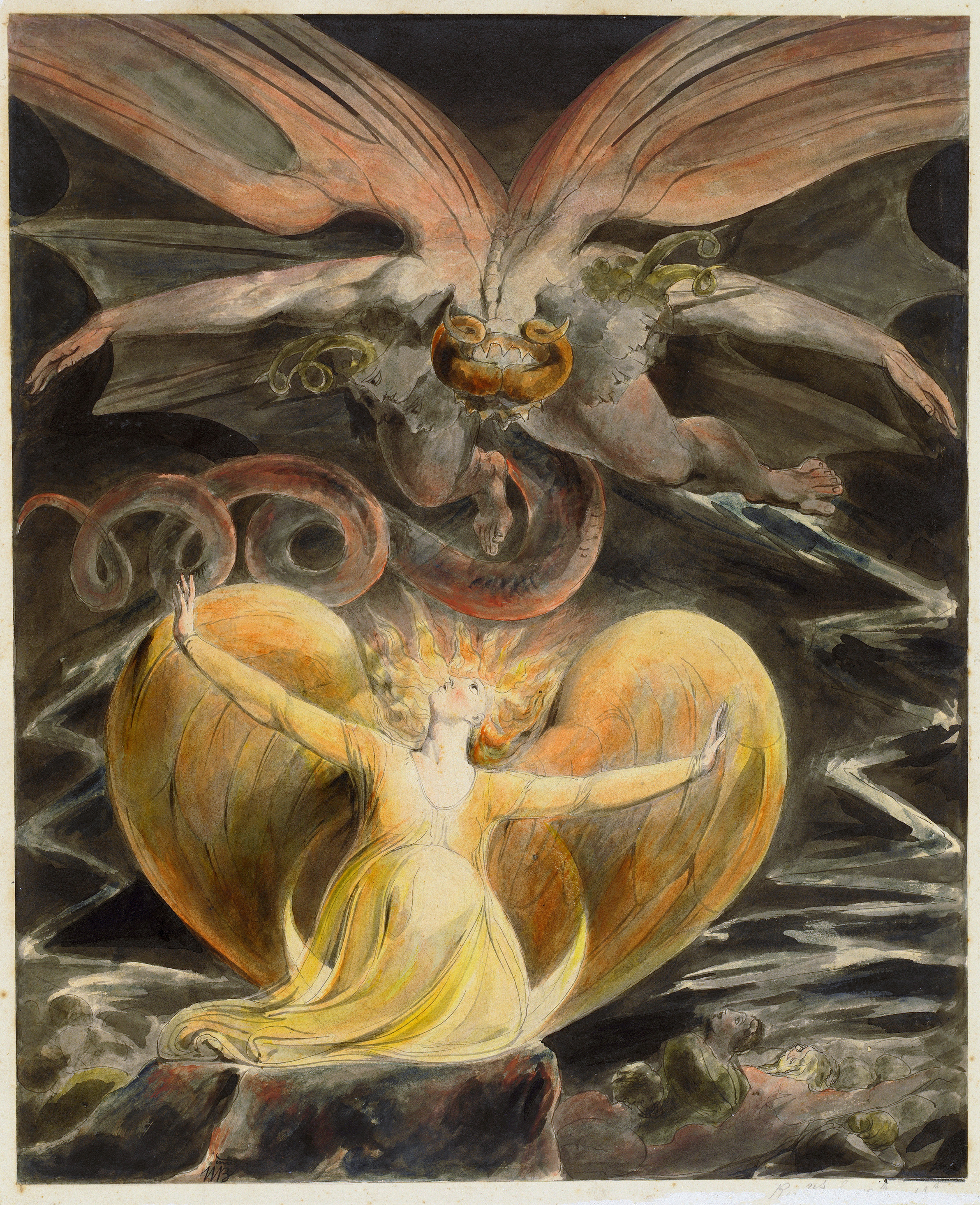
The Great Red Dragon and the Woman Clothed with the Sun

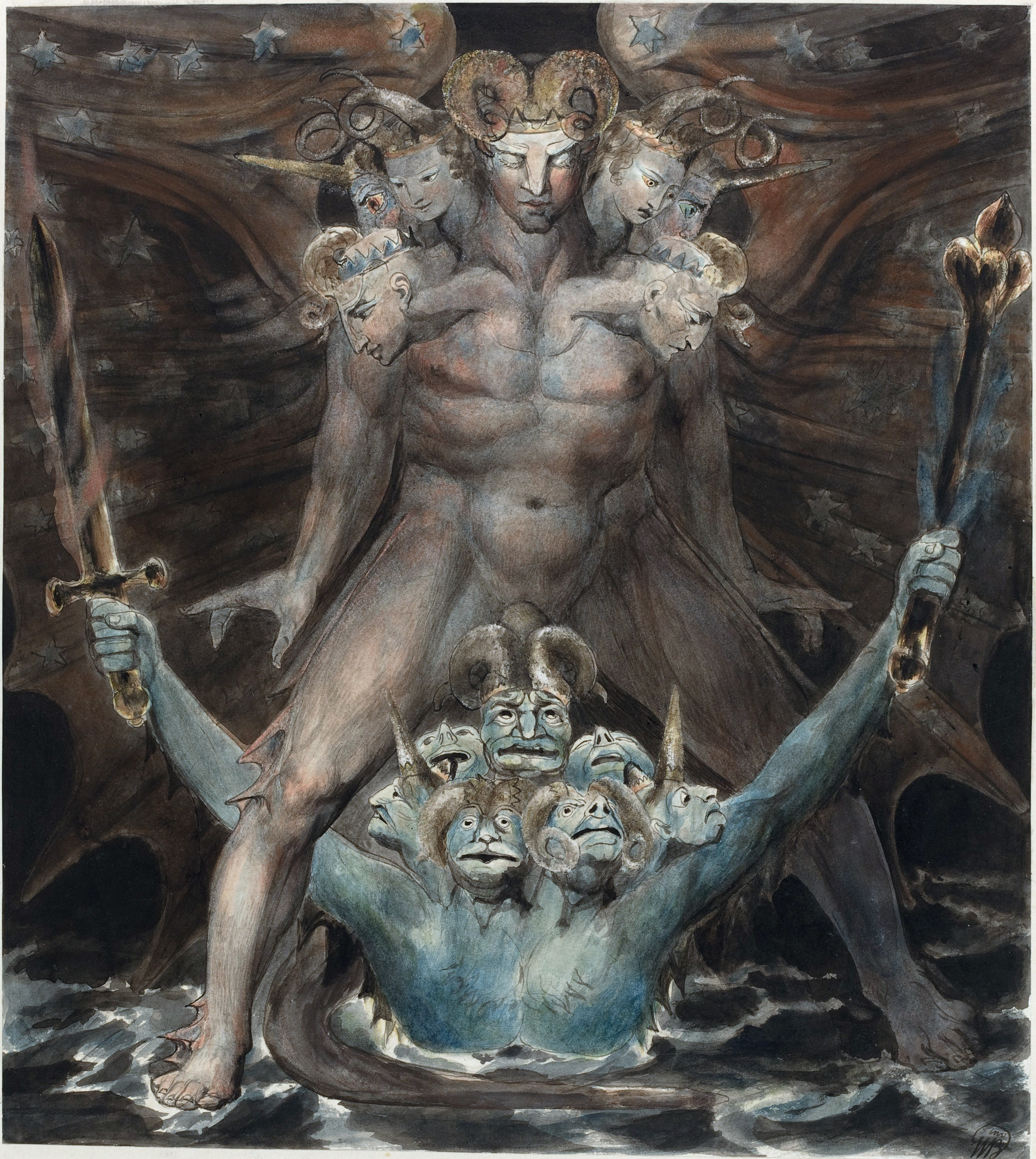
The Great Red Dragon and the Beast from the Sea

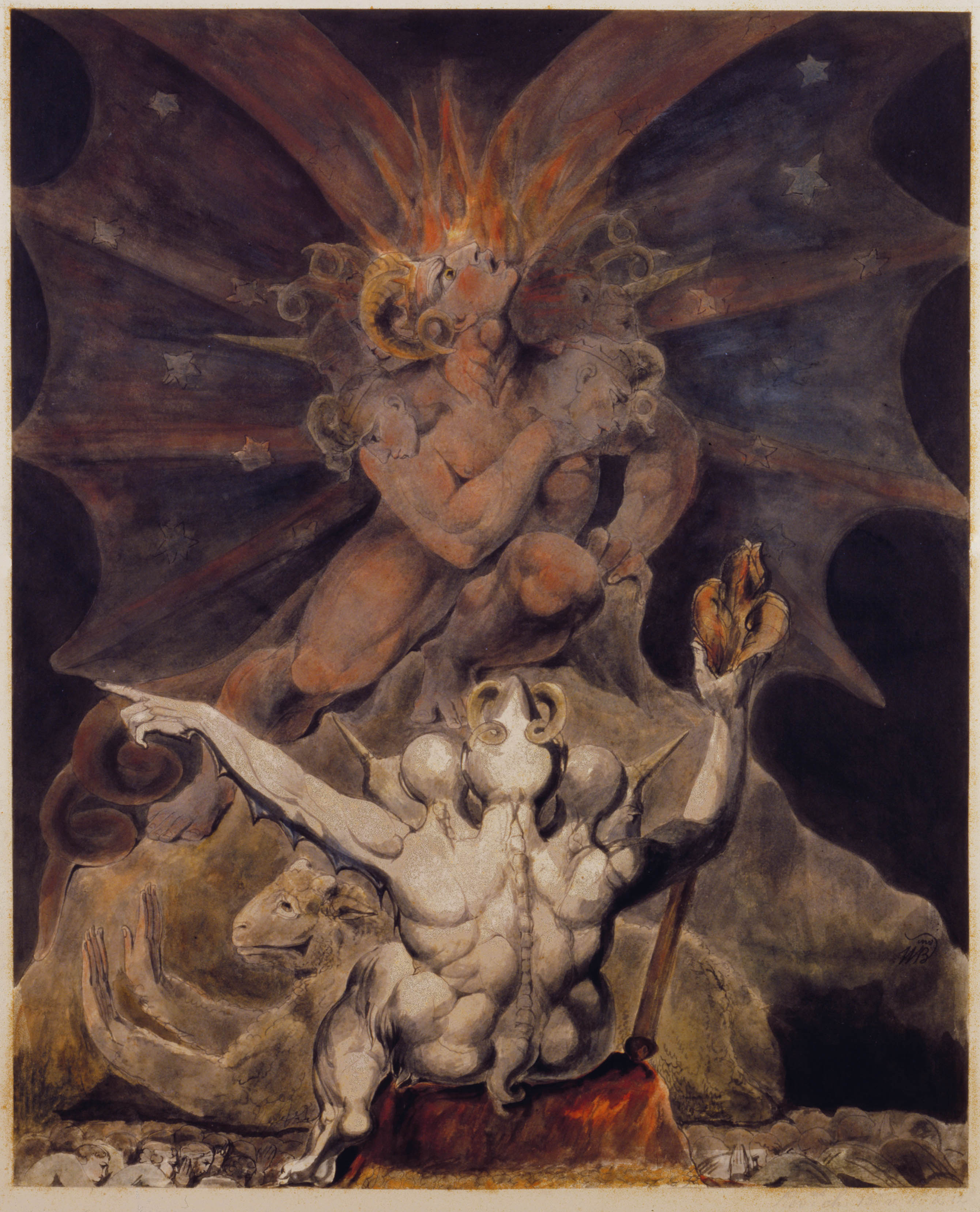
The Number of the Beast is 666

Les peintures du Grand Dragon Rouge ((en) Great Red Dragon) sont une série de quatre aquarelles réalisées par le poète et peintre anglais William Blake entre 1805 et 1810.
Durant cette période, Blake fut chargé de créer plus d’une centaine de peintures pour illustrer des livres de la Bible. En particulier, cette tétralogie s’appuie sur la description du Grand Dragon Rouge de l’Apocalypse :

« Un autre signe parut encore dans le ciel ; et voici, c'était un grand dragon rouge, ayant sept têtes et dix cornes, et sur ses têtes sept diadèmes. Sa queue entraînait le tiers des étoiles du ciel, et les jetait sur la terre. Le dragon se tint devant la femme qui allait enfanter, afin de dévorer son enfant, lorsqu’elle aurait enfanté. »

— La Bible (trad. Louis Segond), Ap 12:3-4

## Peintures

### Le Grand Dragon Rouge et la Femme vêtue de Soleil
Titre original : The Great Red Dragon and the Woman Clothed in Sun.
Cette peinture montre le dragon, debout vu de dos, prêt à dévorer l’enfant de la femme enceinte décrite dans l’Apocalypse ; l'extrémité de sa queue semble entourer les jambes de la femme, couchée sur sa chevelure  flamboyante. Dimensions de l’image : 43,7 × 34,8 cm. Conservée au Brooklyn Museum.

### Le Grand Dragon Rouge et la Femme vêtue par le Soleil
Titre original : The Great Red Dragon and the Woman Clothed with the Sun.
Similaire à la précédente, cette aquarelle illustre la même scène mais d’un point de vue différent : la femme enceinte est présentée de face, assise sur un croissant de lune, et munie de grandes ailes dorées, couleur de soleil (il est dit dans l'Apocalypse qu'elle reçoit les ailes du grand aigle, Apo 12:14) ; elle est dominée par le dragon qui plane au-dessus d'elle. Dimensions de l’image : 40,8 × 33,7 cm. Conservée à la National Gallery of Art.

### Le Grand Dragon Rouge et la Bête de la Mer
Titre original : The Great Red Dragon and the Beast from the Sea.
Dimensions de l’image : 40,1 × 35,6 cm. Conservée à la National Gallery of Art.

### Le nombre de la Bête est 666
Titre original : The Number of the Beast is 666.
Dimensions de l’image : 40,6 × 33,0 cm. Conservée au Rosenbach Museum.

## Dans la culture populaire
Un croquis similaire à la peinture The Great Red Dragon and the Woman Clothed in Sun peut être aperçu dans le Necronomicon Ex-Mortis (ou Naturom Demonto) du film Evil Dead (1981).
Le personnage du Grand Dragon Rouge joue un rôle essentiel dans le roman Dragon Rouge de Thomas Harris (1981) et ses adaptations cinématographiques, Le Sixième Sens (1986) et Dragon Rouge (2002), dont le principal antagoniste Francis Dolarhyde est obsédé par la peinture. Harris fait d’ailleurs une erreur en désignant The Great Red Dragon and the Woman Clothed with the Sun comme objet de l’obsession de Dolarhyde, puisqu’elle correspond plutôt à The Great Red Dragon and the Woman Clothed in Sun où l’on voit nettement la queue du dragon s’enrouler autour de la femme. Le film Dragon Rouge rectifie cette erreur en citant la bonne œuvre.
En 2013, dans la série The Mentalist, le septième épisode de la sixième saison s'intitule The Great Red Dragon, et s'inscrit ainsi dans la continuité d'un certain nombre de références, au sein de la série, à William Blake.
En 2015, dans la série télévisée Hannibal, la seconde partie de la troisième saison, qui reprend la trame du roman de Harris, fait directement référence à l’œuvre de Blake à travers les titres de ses épisodes : The Great Red Dragon ; And the Woman Clothed with the Sun… ; ...and the Woman Clothed in Sun ; ...And the Beast from the Sea ; The Number of the Beast is 666.
On retrouve une image du Grand Dragon Rouge de Blake dans le tome 1 du manga Moriarty the Patriot.